# ブルーバード (いきものがかりの曲)
「ブルーバード」（Blue Bird）は、いきものがかりの楽曲。自身の10枚目のシングルとして、エピックレコードジャパンからCDシングル・デジタル・ダウンロードで2008年7月9日に発売された。

## 概要
前作「帰りたくなったよ」から約3ヶ月ぶりに発売された2008年第3弾シングル。初回仕様限定盤には特典として「いきものカード005」「NARUTO -ナルト- 疾風伝スペシャルカード」が封入されている。シングルでは初のオリコンチャートTOP3入りを果たし、初動・累計売上ともに当時の自己最高を記録した。

### 版権
楽曲「ブルーバード」に関しては2012年4月よりバーニングパブリッシャーズ系列、オフィス日新（日新パブリッシャーズ）がもっている。

## 収録曲
1. ブルーバード [3:35]
作詞・作曲：水野良樹 / 編曲：江口亮 / 弦編曲：クラッシャー木村
  - テレビ東京系テレビアニメ『NARUTO -ナルト- 疾風伝』オープニングテーマ（2008年4月3日 - 2008年9月25日放送分）
  - アニメタイアップは「青春ライン」以来4作ぶり通算4度目となる[注 1]。PVは東京都大田区にあったボウリング場「トーヨーボール池上」（2008年6月に閉場）で撮影されており、鳥かごを思わせるセットの中でメンバーが歌うという構成になっている。
  - CDの発売に先駆けてアニメ放送開始直後の2008年4月に着うた等での配信が開始されていた。また、2009年1月24日に横浜アリーナで開催された「オンタマカーニバル09」で披露された時の音源が、シングル「ふたり」のカップリング曲として収録されている。
  - 2009年には、森野将彦（中日ドラゴンズ）が、また2014年には岡島豪郎（東北楽天ゴールデンイーグルス）が本拠地での試合で打席に入る際の登場曲として使用している。進藤拓也（横浜DeNAベイスターズ）も2017年以来、本拠地で登板する際の登場曲として使用している。
2. 夏色惑星 [4:13]
作詞・作曲：山下穂尊 / 編曲：中村太知
  - 山下が松田聖子の大ヒット曲「青い珊瑚礁」をイメージして作った曲だと述べている。
3. ブルーバード -instrumental-

## 演奏
ブルーバード
- 吉岡聖恵：Vocal
- 水野良樹：Electric Guitar
- 山下穂尊：Acoustic Guitar,Harmonica
- 三井律郎 (THE YOUTH)：Acoustic Guitar&Electric Guitar
- 山口寛雄：Electric Bass
- 渡辺シュンスケ：Piano&Organ
- ターキー (GO!GO!7188)：Drums
- 江口亮：Programming
- クラッシャー木村ストリングス：Strings

夏色惑星
- 中村タイチ: Guitars, Programming
- 山内薫:Electric Bass
- 五十嵐宏治: Organ
- 柳田謙二: Percussion
- 河村智康:Drums

## カバー
- スコット・マーフィー - 2011年6月29日発売のJ-POPカバーアルバム『GUILTY PLEASURES ANIMATION』に、ぱすぽ☆と共演した『ブルーバード feat. ぱすぽ☆』が収録されている。
- Kylee - 2013年8月7日発売の配信限定EP『CRAZY FOR YOU EP+』に収録。歌詞を英語に翻訳して歌っている。
- FLOW - 2015年2月25日発売のベストアルバム『FLOW ANIME BEST 極』に、ダイアナ・ガーネットと共演した『ブルーバード feat. ダイアナガーネット』が収録されている。
- Lia - 2018年4月25日発売のアルバム『REVIVES -Lia Sings beautiful anime songs』に収録。
- Poppin'Party［戸山香澄（愛美）］ - 2019年10月31日にゲーム『バンドリ! ガールズバンドパーティ!』に追加収録[7]。
- 松澤由美 - 2020年5月27日発売のアルバム『Yumi Matsuzawa AnimeSong Cover Album』に収録[8]。
- 佐香智久 - シングル『フローリア』のカップリング曲。
- 内田真礼 - 2022年3月9日より、配信限定シングルとしてリリース。カバーソングプロジェクト『CrosSing』の楽曲として公開[9]。
- PARED - 2022年3月16日発売のアルバム『Room Night』に収録
- Photon Maiden - 2022年10月26日発売のアルバム『D4DJ Groovy Mix カバートラックス vol.6』に収録。
- MIYAVI - 2022年11月23日発売のアルバム『MIYAVIVERSE - Anima -』に収録
- yama - 2024年2月14日発売のコラボレーションアルバム『いきものがかりmeets』に収録。
- サカモト教授 - 2024年3月2日発売。ボーカルは初音ミク
- 島津亜矢 - 2025年4月16日発売。

## 収録アルバム
- My song Your song（#1）
- いきものばかり〜メンバーズBESTセレクション〜（#1）
- なまものばかり〜メンバーズBEST LIVEセレクション〜（#1）

ライブツアー「いきものがかりの みなさん、こんにつあー!! 2010 〜なんでもアリーナ!!!〜」より2010年11月に開催した横浜アリーナ公演のライブ音源が収録されている。
- BEST HIT NARUTO（#1）
- 超いきものばかり〜てんねん記念メンバーズBESTセレクション〜（#1・#2、完全限定盤）